# Aparecida de Goiânia
Aparecida de Goiânia je grad u Brazilu. Nalazi se u saveznoj državi Goias. Prema procjeni iz 2007. u gradu je živjelo 475.303 stanovnika.

## Stanovništvo
Prema procjeni iz 2007. u gradu je živjelo 475.303 stanovnika.
| 1991.   | 2000.   |
| ------- | ------- |
| 178.483 | 336.392 |